# Rantau Panjang (Muara Batang Gadis)
Rantau Panjang is een bestuurslaag in het regentschap Mandailing Natal van de provincie Noord-Sumatra, Indonesië. Rantau Panjang telt 1357 inwoners (volkstelling 2010).